# Anton Erhard Martinelli
Anton Erhard Martinelli (Beč, 1684. - ? 15. rujna 1747.), austrijski arhitekt.
Njegov je otac Francesco Martinelli također bio arhitekt u Beču. Anton Erhard učio je kod graditelja Christiana Öttla, gdje je 1711. izučio zanat, a 1730 postao glavnim dvorskim graditeljem. Radio je projekte za bečki carski dvor te niz palača i dvoraca, naročito za obitelj Esterhazy.

## Djela
- Karlskirche u Beču, sudjelovanje u projektu
- Palača Schwarzenberg u Beču, sudjelovanje u projektu
- Dvorac Vranov nad Dyjí, Češka, sudjelovanje u projektu
- Dvorac Hluboká nad Vltavou, Češka, sudjelovanje u projektu
- Althanov Novi dvor u Čakovcu (oko 1743.)
- Uršulinski samostan i crkva sv. Uršule u Beču
- Palača Thinnfeld u Grazu
- Dvorac Neuwartenburg u Timelkamu
- Stara bolnica u Budimpešti
- Kovnica novca u Českom Krumlovu